# Slovenska republiška liga 1980-1981
La Slovenska republiška nogometna liga 1980./81. (it. "Campionato calcistico della Repubblica di Slovenia 1980-81") fu la trentatreesima edizione del campionato della Repubblica Socialista di Slovenia. Era uno dei gironi delle Republičke lige 1980-1981, terzo livello della piramide calcistica jugoslava.
Il campionato venne vinto dallo Šmartno ob Paki, al suo primo titolo nella slovenia repubblicana.

Non vi fu nessuna promozione poiché tutte le prime quattro classificate (Šmartno ob Paki, Slovan Lubiana, Mura e Železničar Maribor) rifiutarono di salire in Druga Liga 1981-1982.
Il capocannoniere del torneo fu Bojan Prašnikar, dello Šmartno, con 19 reti.

## Squadre partecipanti
| Squadra    | Città           | Stagione 1979-80 | Stagione 1979-80   |
| Squadra    | Città           | Pos.             | Divisione          |
| ---------- | --------------- | ---------------- | ------------------ |
| Rudar      | Trbovlje        | 18°              | Druga liga Ovest   |
| Slovan     | Lubiana         | 2º               | Slovenska liga     |
| Izola      | Isola d'Istria  | 3°               | Slovenska liga     |
| Železničar | Maribor         | 4º               | Slovenska liga     |
| Mura       | Murska Sobota   | 5º               | Slovenska liga     |
| Šmartno    | Šmartno ob Paki | 6°               | Slovenska liga     |
| Vozila     | Nova Gorica     | 7º               | Slovenska liga     |
| Ilirija    | Lubiana         | 8°               | Slovenska liga     |
| Lendava    | Lendava         | 9º               | Slovenska liga     |
| Triglav    | Kranj           | 10°              | Slovenska liga     |
| Koper      | Capodistria     | 1°               | Območna liga Ovest |
| Kladivar   | Celje           | 1°               | Območna liga Est   |

## Classifica
|                      | Pos. | Squadra            | Pt | G  | V  | N | P  | GF | GS | DR  |
| -------------------- | ---- | ------------------ | -- | -- | -- | - | -- | -- | -- | --- |
|                      | 1.   | Šmartno ob Paki    | 31 | 22 | 13 | 5 | 4  | 37 | 18 | +19 |
|                      | 2.   | Slovan Lubiana     | 30 | 22 | 12 | 6 | 4  | 37 | 23 | +14 |
|                      | 3.   | Mura               | 28 | 22 | 12 | 4 | 6  | 51 | 29 | +22 |
|                      | 4.   | Železničar Maribor | 27 | 22 | 11 | 5 | 6  | 31 | 15 | +16 |
|                      | 5.   | Lendava            | 27 | 22 | 11 | 5 | 6  | 31 | 15 | +3  |
|                      | 6.   | Rudar Trbovlje     | 24 | 22 | 10 | 4 | 8  | 39 | 26 | +13 |
|                      | 7.   | Izola              | 22 | 22 | 7  | 8 | 7  | 29 | 27 | +2  |
|                      | 8.   | Triglav            | 16 | 22 | 4  | 8 | 10 | 16 | 24 | −8  |
|                      | 9.   | Koper              | 16 | 22 | 5  | 6 | 11 | 18 | 43 | −25 |
|                      | 10.  | Ilirija            | 15 | 22 | 5  | 5 | 12 | 24 | 44 | −20 |
|                      | 11.  | Kladivar Celje     | 14 | 22 | 5  | 4 | 13 | 24 | 41 | −17 |
|                      | 12.  | Vozila             | 14 | 22 | 5  | 4 | 13 | 25 | 44 | −19 |
| Fonte: sportsport.ba |      |                    |    |    |    |   |    |    |    |     |

Legenda:
      Promosso in Druga Liga 1981-1982.
      Retrocesso nella divisione inferiore.
Note:
Due punti a vittoria, uno a pareggio, zero a sconfitta.
Torneo successivo a 14 squadre.

## Divisione inferiore
| Girone                                                                  | Vincitore | 2º posto        | 3º posto       |
| ----------------------------------------------------------------------- | --------- | --------------- | -------------- |
| Območna liga Ovest                                                      | Primorje  | Stol Kamnik     | Jesenice       |
| Območna liga Est                                                        | Ptuj      | Kovinar Maribor | Elkroj Mozirje |
| In grassetto le squadre promosse in Slovenska republiška liga 1981-1982 |           |                 |                |